# Hétház
Hétház (horvátul: Čestijanec), falu  Horvátországban, Muraköz megyében. Közigazgatásilag Muraszentmárton községhez tartozik.

## Fekvése
Csáktornyától 20 km-re északnyugatra, községközpontjától Muraszentmártontól 3 km-re nyugatra a Mura jobb partján fekszik.

## Története
2001-ben 115 lakosa volt.

## Nevezetességei
Kápolnája.

## Külső hivatkozások
- Muraszentmárton honlapja
- Muraszentmárton község honlapja (horvát nyelven)